# Casearia tinifolia
Casearia tinifolia är en videväxtart som beskrevs av Étienne Pierre Ventenat. Casearia tinifolia ingår i släktet Casearia och familjen videväxter. Inga underarter finns listade i Catalogue of Life.